# Terminonatator
Terminonatator là một chi thằn lằn cổ rắn, được Sato mô tả khoa học năm 2003.